# Mobilitate dentară
Mobilitatea dentară este deplasarea orizontală sau verticală a unui dinte dincolo de limitele sale fiziologice normale în jurul zonei gingivale, adică termenul medical pentru un dinte liber. Pierderea dinților implică pierderea mai multor structuri oro-faciale, cum ar fi țesuturile osoase, nervii, receptorii și mușchii și, în consecință, majoritatea funcțiilor dento-maxilo-faciale sunt diminuate. Distrugerea țesuturilor de susținere a dinților poate evolua spre necroză (moartea țesutului) a osului alveolar, ceea ce poate duce la scăderea numărului de dinți. Scăderea numărului de dinți ai unui pacient poate determina capacitatea de mestecat a acestuia să devină semnificativ mai puțin eficientă. De asemenea, pot avea o vorbire slabă, durere și nemulțumire față de aspect, scăzând calitatea vieții.

## Clasificare
Mobilitatea este clasificată clinic prin aplicarea presiunii cu capetele a 2 instrumente metalice (de exemplu, oglinzi dentare) și încercarea de a legăna ușor un dinte în direcția buco-linguală (spre limbă și din nou spre exterior). Utilizarea degetelor nu este fiabilă deoarece sunt prea compresibile și nu detectează mici creșteri ale mișcării. Localizarea punctului de sprijin poate fi de interes în traumatismele dentare. Dinții care sunt mobili la un punct de sprijin la jumătatea drumului de-a lungul rădăcinii, probabil să aibă o rădăcină fracturată.:184
Mobilitatea fiziologică normală a dinților de aproximativ 0,25 mm este prezentă în sănătate. Acest lucru se datorează faptului că dintele nu este fuzionat cu oasele maxilarului, ci este conectat la cavități prin ligamentul parodontal. Această ușoară mobilitate este de a acomoda forțele pe dinți în timpul mestecării fără a le deteriora. Dinții de lapte devin, de asemenea, mai slăbiți în mod natural chiar înainte de exfolierea lor. Acest lucru este cauzat de resorbția treptată a rădăcinilor lor, stimulată de dintele permanent în curs de dezvoltare.
Mobilitatea anormală, patologică a dinților apare atunci când atașamentul ligamentului parodontal la dinte este redus (pierderea atașamentului) sau când ligamentul parodontal este inflamat

### Indicele de mobilitate Grace & Smales[5]
- Grad 0: Fără mobilitate aparentă
- Gradul 1: Mobilitate perceptibilă <1 mm în direcție buco-linguală
- Gradul 2: >1 mm, dar <2 mm
- Gradul 3: >2 mm sau deprimabilitate în soclu alveolar.

### Clasificarea Miller
- Clasa 1: <1 mm (orizontală)
- Clasa 2: >1 mm (spre orizontală)
- Clasa 3: >1 mm (mobilitate orizontală + verticală)

## Cauze

### Patologice
Există o serie de boli sau modificări patologice care pot duce la mobilitatea dinților. Acestea includ boala parodontală, patologia periapicală, necroza osoasă și tumorile maligne.

#### Boala parodontală
Boala parodontală este cauzată de inflamația gingiilor și a țesutului de susținere datorită plăcii dentare.
Aceasta este cauzată în mod obișnuit de acumularea de plăci pe dinți care conține bacterii specifice, care produc un răspuns inflamator care are un efect negativ asupra osului și țesuturilor de susținere care vă mențin dinții în poziție. Boala parodontală este aceea că provoacă resorbția osoasă și deteriorarea țesuturilor de susținere. Acest lucru are ca rezultat pierderea structurilor pentru a menține ferm dinții în poziție și apoi devin mobili. Tratamentul pentru boala parodontală poate opri pierderea progresivă a structurilor de susținere, dar nu poate reapărea în os pentru a face dinții stabili din nou.

#### Patologia periapicală
În cazurile în care este prezentă patologie periapicală, dinții pot prezenta, de asemenea, mobilitatea. O infecție gravă la vârful dintelui poate duce la pierderea osoasă din nou și aceasta la rândul său se poate mobiliza. În funcție de amploarea leziunii, mobilitatea poate fi redusă după tratamentul endodontic. Dacă mobilitatea este severă sau cauzată de o combinație de cauze, mobilitatea poate fi permanentă, iar în cele mai multe cazuri, dintele se pierde în mod ireversibil.

### Necroza osoasă
Necroza osoasă (osteonecroza) este o afecțiune în care lipsa aportului de sânge determină moartea osului. Este prezentă în principal după radioterapie la nivelul maxilarului sau ca o complicație la pacienții care iau medicamente anti-angiogene specifice, apoi, după aceasta, ca urmare a acestei necroze, pacientul poate prezenta mai multe simptome, inclusiv mobilitatea dinților.

##### Cancer bucal
Cancerul oral sau cancerul bucal este o creștere celulară anormală, malignă, în gură, rezultată din modificări pre-neoplazice în procesul de carcinogeneză în mai multe etape. Majoritatea cancerelor orale implică buzele, marginea laterală a limbii, partea de jos a gurii și zona din spatele celui de-al treilea molar. zona de captură. Simptomele cancerului la gură includ pete catifelate de culoare roșie și albă, dinți liberi și ulcere bucale care nu se vindecă. Factorii de risc ai cancerului oral includ prevalența cariilor dentară (rar, dar nu este exclus), igienă orală, traume dentare, stres, antecedente familiale de cancer, indicele de masă corporală (IMC) etc. Principalii factori sunt obiceiuri precum mestecatul/fumatul și alcoolul. Deși sunt ingrediente active, virusul papiloma uman a fost recent acuzat că este unul dintre ei. Trebuie de precizat faptul că alcoolul în sine nu este cancerigen, dar întărește acțiunea agenților cancerigeni prin creșterea permeabilității mucoasei bucale.
Cancerele bucale au o serie de simptome, cum ar fi pete roșii și albe, răni și orificii care sunt incurabile. Un alt simptom pe care îl pot experimenta pacienții este slăbirea dinților fără niciun motiv aparent.
Pierderi suplimentare:
- Boala parodontală (boala gingiilor) este de departe cea mai frecventă cauză. Este o pierdere nedureroasă, lentă, progresivă a suportului osos în jurul dinților. Este mai rău cu fumatul, iar tratamentul său este de a îmbunătăți igiena orală deasupra și dedesubtul gingiei.
- Abcesele dentare pot provoca resorbție osoasă și, în consecință, pierderea atașamentului. În funcție de tipul de abces, pierderea atașamentului poate fi restabilită sau permanentă după tratarea abcesului.
- Multe alte afecțiuni pot provoca pierderea permanentă sau temporară a atașamentului și mobilitatea crescută a dinților. Exemplele includ: histiocitoza celulelor Langerhans.

##### Traumatism dentar
Traumatismul dentar se referă la orice leziuni traumatice ale dentiției și structurilor de susținere a acestora. Acestea includ leziuni ale țesuturilor parodontale și fracturi ale coroanei, în special ale incisivilor centrali. Aceste traume pot fi, de asemenea, izolate sau asociate cu alte traume faciale. Lezarea prin luxație și fracturile radiculare ale dinților pot determina o creștere bruscă a mobilității după o lovitură. Cu toate acestea, acest lucru depinde de tipul de traume dentare, deoarece rezultatele clinice arată că unele tipuri de traume nu pot afecta deloc mobilitatea. arată mobilitate normală.

### Fiziologic
Mobilitatea fiziologică a dinților este mișcarea dinților care are loc atunci când se aplică o forță moderată unui dinte cu un parodonțiu intact.
Cauzele mobilității dinților, altele decât motive patologice, sunt enumerate mai jos:

#### Hormonal
Hormonii joacă un rol vital în homeostazie în țesuturile parodontale. Există cazuri similare, de mai mulți ani, că hormonii sarcinii, pilula contraceptivă orală și menstruația pot modifica răspunsul gazdei la bacteriile invadatoare, în special în periodonțiu, ducând la o creștere a mobilității dinților. Se presupune că acest lucru se datorează schimbării fiziologice din structurile din jurul dinților. Într-un studiu realizat de Mishra și colab, a fost confirmată legătura dintre hormonii sexuali feminini, în special în timpul sarcinii, și mobilitatea dinților. S-a constatat că cea mai substanțială modificare a mobilității a avut loc în ultima lună de gestație.

#### Traumatism ocluzal
Stresele ocluzale excesive se referă la forțe care depășesc limitele de adaptare a țesuturilor, cauzând astfel traume ocluzale. Contactul cu dinții poate provoca, de asemenea, stres ocluzal în următoarele circumstanțe: bruxism, interferențe ocluzale, tratament dentar și boală parodontală. Deși traumele ocluzale și forțele ocluzale excesive nu inițiază parodontita sau provoacă pierderea atasamentului țesutului conjunctiv singur, există anumite cazuri în care traumele ocluzale pot exacerba parodontita. Mai mult, parodontita indusă de plăci preexistentă poate provoca, de asemenea, traume ocluzale pentru a crește rata pierderii țesutului conjunctiv, care la rândul său poate crește mobilitatea dinților.

#### Exfolierea primară a dinților
Când dinții primari sunt aproape de exfoliere (vărsarea dinților primari), va exista inevitabil o creștere a mobilității. Exfolierea are loc de obicei între 6 și 13 ani. De obicei începe cu dinții anteriori inferiori (incisivi și canini); cu toate acestea, timpul de exfoliere al dentiției primare poate varia. Momentul depinde de dintele permanent de dedesubt.